# کروناویروس انسانی ۲۲۹ئی
کروناویروس انسانی ۲۲۹ئی (نام علمی: Human coronavirus 229E) نام یک گونه از خانواده کروناویریده است.